# Figli di un do minore
Figli di un do minore è il secondo album del gruppo musicale italiano Ladri di Biciclette, pubblicato nel 1991 dall'etichetta discografica EMI.

## Tracce
1. Lunga vita al R & B – 5:02
2. Sbatti ben su del be bop – 4:13
3. Dammi una Ceres – 5:01
4. Matto da legare – 4:03
5. Ah, ma che vita è – 4:26
6. Bella città – 5:53
7. Ci vuole del groove – 4:20
8. Rimani sola sola con me – 4:00
9. Hey bella bionda – 4:27
10. Resto qui – 4:31

## Formazione
- Paolo Belli - voce
- Enrico Prandi - tastiera, pianoforte
- Raffaele Chiatto - chitarra
- Daniele Bagni - basso
- Cesare Barbi - batteria
- Enrico Guastalla - tromba, flicorno
- Beppe Cavani - sax alto, sassofono baritono, clarinetto basso

Altri musicisti
- Luca Bignardi - tastiera, programmazione
- Paolo Gianolio - chitarra, tastiera, programmazione
- Davide Romani - basso
- Marco Tamburini  - tromba
- Sandro Comini - trombone
- Antonella Melone, Antonella Pepe, James Thompson, Luciano Genovesi, Renzo Meneghinello - cori